# Houston (Arkansas)
Pour les articles homonymes, voir Houston (homonymie).
Houston est une municipalité du comté de Perry, dans l'État de l'Arkansas aux États-Unis.

## Démographie
| 1920 | 1930 | 1940 | 1950 | 1960 | 1970 |
| ---- | ---- | ---- | ---- | ---- | ---- |
| 403  | 345  | 287  | 291  | 206  | 200  |

| 1980 | 1990 | 2000 | 2010 | - | - |
| ---- | ---- | ---- | ---- | - | - |
| 183  | 149  | 159  | 173  | - | - |